# IPod Touch

Ajpod tač (engl. iPod Touch, stilizovano kao iPod touch) је multimedijalni plejer američke kompanije Epl. Poseduje vaj-faj tehnologiju, i postoje verzije od 8, 16 i 32 GB. Prvi put se pojavio na tržištu 5. septembra 2007. godine i bio je alternativa ajfonu koji je pored funkcija ajpod tača posedovao mogućnost obavljanja telefonskih poziva i primanja SIM kartice. Koristi iOS kao operativni sistem, i ima kolorni LCD 3.5" displej rezolucije 480 x 320.

## Druga generacija
Druga generacija ajpod tača se pojavila 9. septembra 2008. godine. Donela je poboljšanja u vidu bolje autonomije baterije, težine samog aparata kao i stereo-zvučnik koji prva generacija nije imala.

## Džejlbrejk
Postoji opcija da se ovaj aparat, kao i ajfon, džejlbrejkuje (engl. jailbreak), kako bi se omogućile dodatne aplikacije i dalje prilagođavanje korisniku.

## Spoljašnje veze
- Zvanični veb-sajt